# Чуприя
Чуприя — город в Сербии и центр одноименной общины в Поморавском округе. Согласно переписи населения 2002 года, в городе проживало 20 585 человек, подавляющее большинство из которых составляют сербы — 94,14 %.
Чуприя находится на старом древнеримском пути, который соединял Константинополь с Римом. Первоначально там был военный гарнизон, спустя некоторое время ставший поселением Horreum Margi. Во времена Средневековья город именовался Равно. В XV веке город захватили турки, под властью которых он находился до 1834 года. После освобождения от турецкого владычества город начал усиленно развиваться.
Город находится между двумя важными путями, соединяющими Белград и Ниш — автомобильным и железнодорожным. От столицы страны Чуприя удалена на 145 километров, а от Ниша на 90 километров.
В городе достаточно развито частное предпринимательство, оно доминирует в сфере торговли. Довольно развитым является туризм, путешественников привлекают монастырь Раваница, мемориальный комплекс битвы при Иванковаце и многочисленные места отдыха на Мораве.
Социальная активность в Чуприе остаётся на среднем уровне по стране. Довольно развиты здравоохранение и образование, имеющие в городе давние традиции. В городе присутствуют три начальные школы с филиалами в окрестных селах, три средние: медицинская, техническая и гимназия, а также Высшая медицинская школа. Также в Чуприе есть две музыкальных школы: школа «Душан Сковран» и Школа музыкальных талантов.
Чуприя известна и своими многочисленными культурными учреждениями и мероприятиями. Среди них выделяются: Культурный центр «Craft House», библиотека Душан «Матић», музей, городской театр, культурное общество «Zeleznicar». Известные культурные события: «Видовданске свечаности», «Матићеви дани», выставка медицинских плакатов, «Ликовна колонија», выставка картин в Супске.
Заниматься спортом в Чуприе позволяют два футбольных стадиона, спортивный зал, два бассейна, теннисные корты, тир и беговые дорожки.